# QAnon

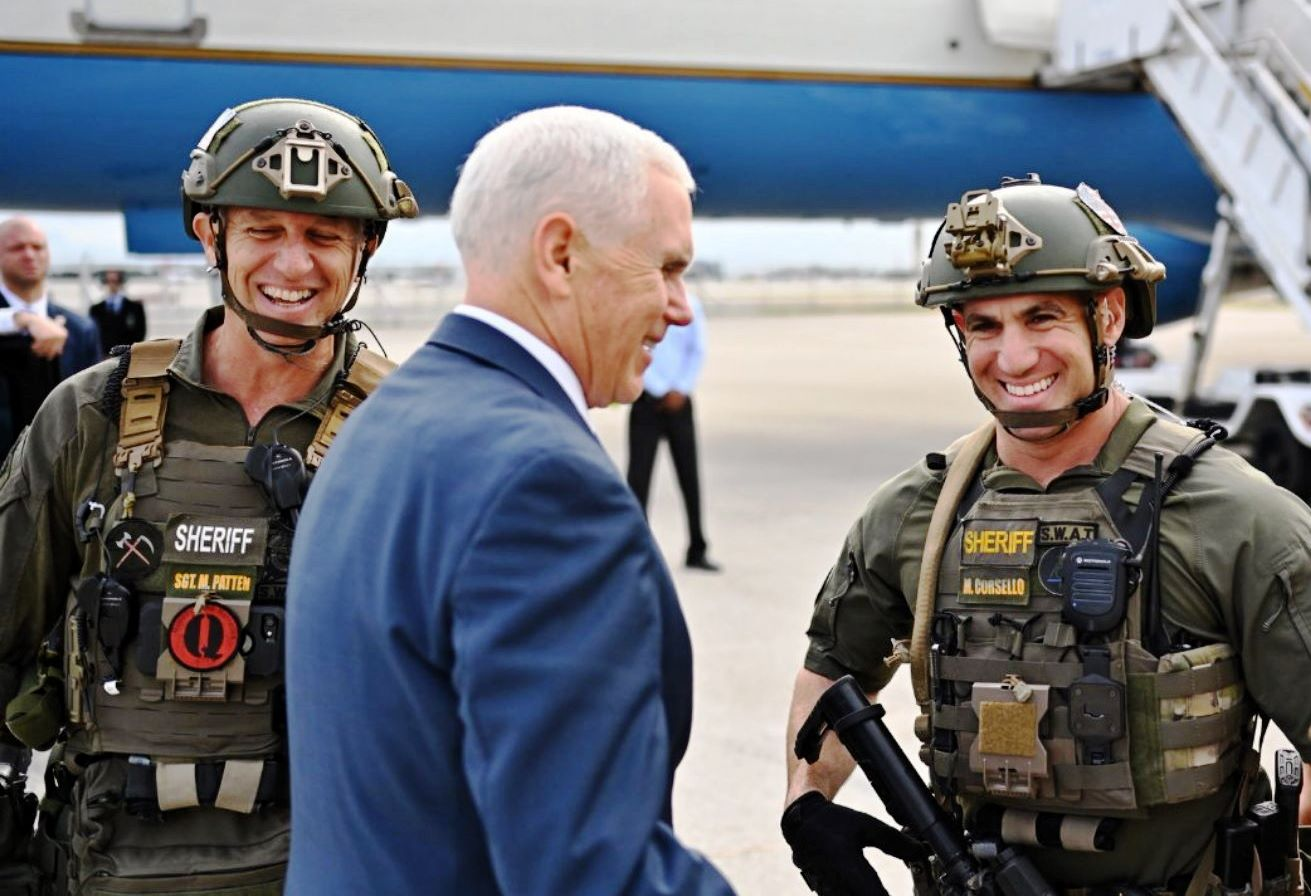
El vicepresident dels Estats Units, Mike Pence, amb membres de l'equip SWAT del comtat de Broward, Florida, el 30 de novembre de 2018. L'home a l'esquerra de la imatge mostra un pegat "Q" vermell i negre, símbol de QAnon.

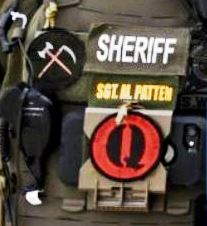
Detall del pegat amb la lletra "Q"

QAnon o Q: (abreujament de Q-Anònim) és una de les principals teories de la conspiració de l'extrema dreta estatunidenca que detalla una suposada trama secreta organitzada per un suposat "Estat profund" contra Donald Trump i els seus seguidors. La teoria va començar amb una publicació d'octubre de 2017 per un anònim en el fòrum 4chan que usava el nom Q, suposadament un individu estatunidenc, tot i que més tard es va creure que es tractava d'un grup de persones, que assegurava tenir accés a informació classificada sobre l'administració Trump. "Q" és una referència a l'autorització d'accés Q utilitzada pel Departament d'Energia dels Estats Units requerida per accedir a les dades restringides d'alt secret i la informació de seguretat nacional.
El plantejament és bàsicament una actualització dels protocols dels savis de Sió i la idea general de la trama és que hi ha actors liberals de Hollywood, polítics del partit demòcrata i alts funcionaris que participen en una xarxa internacional de tràfic sexual de nens i fan actes pedòfils; i que Trump els està investigant i perseguint i intenta prevenir un suposat cop d'estat orquestrat per Barack Obama, Hillary Clinton i George Soros. Els mitjans de comunicació han descrit a QAnon com una "branca" de la teoria de la conspiració Pizzagate.